# Troisdorf Challenger 2023
Il Troisdorf Challenger 2023, noto anche come Saturn Oil Open per motivi di sponsorizzazione, è stato un torneo maschile di tennis giocato sulla terra rossa. È stata la 2ª edizione del torneo, facente parte della categoria Challenger 75 nell'ambito dell'ATP Challenger Tour 2023. Si è giocato al Tennisclub Rot-Weiss Troisdorf e. V. di Troisdorf, in Germania, dal 29 maggio al 4 giugno 2023.

## Partecipanti

### Teste di serie
| Nazionalità | Giocatore     | Ranking* | Testa di serie |
| ----------- | ------------- | -------- | -------------- |
|             | Pavel Kotov   | 121      | 1              |
| Ungheria    | Zsombor Piros | 125      | 2              |
| Belgio      | Zizou Bergs   | 131      | 3              |
| Slovacchia  | Lukáš Klein   | 133      | 4              |
| Austria     | Filip Misolic | 142      | 5              |
| Slovacchia  | Jozef Kovalík | 143      | 6              |
| Giappone    | Kaichi Uchida | 154      | 7              |
| Paesi Bassi | Jelle Sels    | 169      | 8              |

* Ranking al 22 maggio 2023.

### Altri partecipanti
I seguenti giocatori hanno ricevuto una wild card per il tabellone principale:
- Mats Moraing
- Henri Squire
- Marko Topo

I seguenti giocatori sono entrati in tabellone come alternate:
- Hernán Casanova
- Henri Laaksonen

I seguenti giocatori sono passati dalle qualificazioni:
- Nick Hardt
- Térence Atmane
- Robert Strombachs
- José Pereira
- Benjamin Hassan
- Oriol Roca Batalla

I seguenti giocatori sono entrati in tabellone come lucky loser:
- Constantin Bittoun
- Karl Friberg
- Sumit Nagal
- Renzo Olivo

## Punti e montepremi
| Torneo    | Torneo              | V     | F     | SF    | QF    | 2T    | 1T  | Q | Q2  | Q1  |
| Singolare | Punti               | 75    | 50    | 30    | 16    | 7     | 0   | 4 | 2   | 0   |
| Singolare | Premi in denaro (€) | 9,880 | 5,820 | 3,450 | 2,000 | 1,165 | 720 | – | 360 | 185 |
| Doppio    | Punti               | 75    | 50    | 30    | 16    | –     | 0   | – | –   | –   |
| Doppio    | Premi in denaro (€) | 4,250 | 2,450 | 1,480 | 880   | –     | 500 | – | –   | –   |

## Campioni

### Singolare
Ivan Gakhov ha sconfitto in finale  Frederico Ferreira Silva con il punteggio di 6–2, 5–7, 6–3.

### Doppio
Íñigo Cervantes /  Oriol Roca Batalla hanno sconfitto in finale  Manuel Guinard /  Grégoire Jacq con il punteggio di 6–2, 7–6(1).